# 333 Samodzielna Brygada Kolejowa
333 Samodzielna Brygada Kolejowa, ros.: 333-я отдельная железнодорожная бригада – samodzielny związek taktyczny Sił Zbrojnych Federacji Rosyjskiej, służący w Wojskach Lądowych Federacji Rosyjskiej.
Siedzibą dowództwa i sztabu brygady jest Wołgograd.